# Monumentos de Plasencia

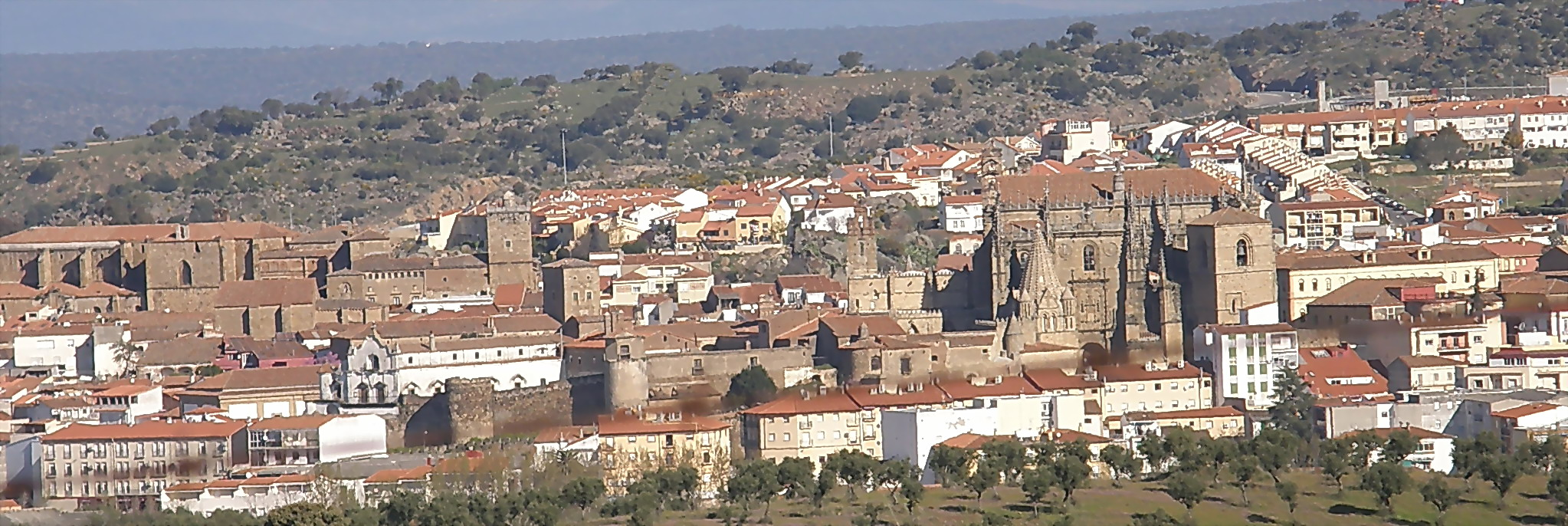
Panorâmica do centro histórico de Plasencia

Plasencia é uma cidade da Espanha, na província de Cáceres, comunidade autónoma da Estremadura, que tinha 39 558 habitantes em 2021.
Situada na Via da Prata, a rota comercial milenar que cruza o centro da Península Ibérica desde a Antiguidade, na entrada do vale do Jerte, nos flancos sul das montanhas que formam a fronteira natural entre a Estremadura e Castela e Leão, o local é habitado desde a Pré-história e quando a cidade atual foi fundada, no século XII, tinha uma importância estratégica acrescida por ser uma zona de fronteira disputada entre cristãos e muçulmanos, e pelos reinos cristãos rivais de Castela, Leão e Portugal.
O património arquitetónico e histórico da cidade é vasto e encontra-se principalmente na parte antiga, em volta da Plaza Mayor.

## Monumentos religiosos

### Catedrais
O estatuto de sede episcopal foi concedido a Plasencia pelo papa Clemente III em 1189 e determinou em grande medida a história e paisagem da cidade. A catedral avista-se antes de entrar na cidade e preside ao centro histórico. O processo construtivo desenvolvido ao longo dos séculos permitiu combinar num só edifício duas catedrais perfeitamente diferenciadas que a convertem na igreja mais ricamente ornamentada da Estremadura.

#### Catedral Velha
A Catedral Velha de Plasencia, ou Igreja de Santa Maria, foi construída entre os séculos XIII e XIV. Foi obra dos mestres Juan Francés e Diego Díaz e é um exemplo de transição entre o românico e o gótico.
No final do século XV decidiu-se erigir uma nova catedral, de muito maiores dimensões, cuja construção implicou a demolição do cruzeiro e de parte da cabeceira da catedral já existente.
No interior tem três naves e quatro tramos com abóbadas em cruzaria, obra de Gil de Císlar. Na nave central venera-se um pequeno retábulo da Virgen Niña (Virgem Menina). As naves laterais são dedicadas à Virgen de los Dolores (Nossa Senhora das Dores) e a Cristo Crucificado.
No claustro é patente a transição do românico para o gótico, com arcos pontiagudos e abóbadas em cruzaria, mas com colunas e capitéis de clara tradição românica. O pórtico principal é de estilo românico, com as clássicas arquivoltas, sobre as quais existe um grupo escultórico talhado em pedra representando a Anunciação de Nossa Senhora. Um motivo decorativo dominante no pórtico, que se encontra também noutros pórticos placentinos, são pontas de diamante nas arestas das jambas.
A antiga sala capitular, atualmente convertida na capela de São Paulo tem uma torre gallonada (Torre del Melón) tem uma cúpula é de estilo bizantino, semelhante à estrutura da Torre do Galo da Catedral Velha de Salamanca, à Catedral de Zamora e à Colegiata de Toro. A catedral velha funciona atualmente como um museu.

#### Catedral Nova
A construção da Catedral Nova em 1498 e prolongou-se ao longo do século XVI, mas nunca seria finalizada por falta de financiamento. A parte construída é de estilo renascentista. Participaram na sua construção de forma mais ou menos direta os principais arquitetos espanhóis do século XVI — Enrique Egas, Juan de Álava, Francisco de Colonia, Covarrubias, Diego de Siloé e Rodrigo Gil de Hontañón.
A catedral tem três naves com a mesma altura, seguindo o modelo renascentista. Dos pilares partem nervuras que acabam em abóbadas estreladas de grande complexidade.
No seu interior destaca-se o retábulo principal, considerado uma das obras mais notáveis do Barroco espanhol. Junto a ele encontra-se o túmulo renascentista do bispo Ponce de León, construído em mármore, representando o prelado em oração. Igualmente interessante é o coro, obra executada no fim do século XV para a catedral velha, cujas cadeiras apresentam um trabalho escultórico em madeira de nogueira com uma ampla e rica iconografia que segue a linha das cadeiras de coro espanholas do século XVI. Entre as cadeiras destacam-se as dos Reis Católicos e a do bispo, obras do entalhador Rodrigo Alemán.
O exterior da catedral é de grande riqueza ornamental e apresenta um conjunto de ameias rendilhadas, pináculos, janelas, imagens e medalhões. A fachada principal, foi construída no século XVI segundo os modelos renascentistas e está adornada com abundante decoração de estilo plateresco.
Os cerimónias fúnebres do imperador Carlos V (I de Espanha) foram realizadas na catedral, tendo havido então necessidade de cobrir com tapumes a parede sul.
|  |  |  |
|  |  |  |

### Outras igrejas
As ordens militares de Santiago e de Alcântara, com grande importância política na região, promoveram a construção de numerosas igrejas na cidade, na sua maioria em estilo românico e o gótico, edificadas a partir do século XIII, algumas delas sobre construções muçulmanas. De entre elas destacam-se as seguintes:
- Igreja de San Nicolás (São Nicolau) — É uma igreja paroquial localizada na praça de San Nicolás, não muito longe das catedrais. Foi construída no século XIII em estilo românico tardio, sendo gótico o seu aspeto atual devido aos restauros do século XV, mas as portadas e as janelas superiores de uma das torres ainda são românicas. No interior encontra-se um túmulo com uma estátua em pose de oração do bispo de Cória Pedro Girón de Carvajal, o qual era natural de Plasencia. A esta igreja vinha rezar Filipe V de Espanha durante a sua estadia em Plasencia.[9]
- Igreja de San Martín (São Martinho) — É a igreja da paróquia considerada mais antiga da cidade. Foi construída no século XII, tem três naves e um retábulo dourado e policromado com pinturas de Luis de Morales datadas de 1570. Atualmente não é usada para culto e é propriedade da Caja de Extremadura, que a usa como sala de exposições.[10]
- Igreja de Santo Domingo (São Domingos) ou igreja de São Vicente Ferrer (nome atual) — Está anexa ao convento de Santo Domingo, do qual fazia parte até que o convento foi deativado como tal. Começou a ser construída em 1473, pelo mestre canteiro Pedro González e seu filho Francisco González. Em 1487 as instalações foram benzidas pelo bispo de Plasencia Frei Pedro Villalobos e os frades dominicanos instalaram-se imediatamente a seguir no convento. A igreja tem planta em cruz latina com capelas laterais na única nave, as quais serviram de mausoléu a famílias nobres placentinas. A parte superior é abobadado, com diferentes soluções arquitetónicas em cada tramo. O retábulo principal de estilo maneirista e data do século XVI.[11] A igreja não é usada para culto e é propriedade da Caja de Extremadura, que a usa para guardar a sua coleção de pintura. Na Semana Santa é serve como local de guarda e exposição dos altares de procissão. O convento é atualmente (2010) um Parador Nacional.
- Igreja de San Esteban (Santo Estêvão) — Construção do século XV, situada nas imediações da Plaza Mayor. A abside é de estilo gótico, o retábulo principal é de estilo plateresco de transição para o Barroco. No seu átrio reuniam-se no passado o concejo e o sexmo[nt 3] e aí se realizavam julgamentos públicos. A igreja dá nome à praceta em frente à sua fachada principal (Rincón de San Esteban). Frente a uma das suas portas encontra-se o chamado Curral dos Alcaides.[12][13]
- Santuário da Virgen del Puerto — situa-se a 5 km do centro da cidade, na dehesa[nt 4] de Valcorchero, na estrada romana da Via da Prata. A sua construção foi iniciada no século XV, mas o edifício atual data do século XVIII. A fachada principal é rematada com um frontão com um janela circular no seu eixo, flanqueada pelos escudos de Plasencia e dos primeiros marqueses de Mirabel. A imagem da Virgen del Puerto é uma escultura policromada talhada em madeira de origem desconhecida dos finais do século XV ou início do século XVI e mostra a "Virgem Amamentando". A Virgen del Puerto é a padroeira de Plasencia e em sua honra é realizada uma romaria muito frequentada no domingo seguinte à Páscoa.[14]
- Ermida de São Lázaro — Nos arredores da cidade, esteve integrada num antigo lazareto (hospital isolado) que funcionou até ao século XV e foi então transformada num asilo de pobres. A cobertura atual é do século XVIII. Numa das naves está uma capela com um altar de azulejos de Talavera de la Reina dedicado a São Crispim e São Cipriano, padroeiros do importante grémio dos sapateiros.[15][16] Possuía um retábulo com interessantes pinturas em madeira do século XVI que se pensa serem da da autoria de Correia Vilar, discípulo de Juan de Borgoña, atualmente no paço episcopal. No seu interior venera-se a popular imagem do Cristo de São Lázaro.[15]
- Igreja de Santa Ana — Anexa a antigo convento jesuíta do século XVI. Atualmente é um auditório.[17]
- Igreja da Madalena — Construída no século XII, originalmente tinha três absides, das quais restam duas.[18]

|  |  |  |  |

### Conventos e outros edifícios religiosos
No passado existiram numerosos conventos em Plasencia. Na atualidade (2009), muitos deles estão desativados em consequência da falta de vocações religiosas. Pelo seu valor patrimonial, podem-se destacar os seguintes:
- Convento de Santo Domingo (São Domingos) ou de São Vicente Ferrer — Convento dominicano junto à igreja do mesmo nome e do palácio do marquês de Mirabel. Foi fundado em meados do século XV pelos condes de Plasencia Álvaro de Zúñiga y Guzmán e a sua esposa, Leonor de Pimentel. Para a sua construção foram expropriados os terrenos da principal sinagoga da cidade e parte da judiaria. São de destacar o claustro de estilo isabelino, com restos de artesoados mudéjares no teto, com esgrafitos e pinturas murais, a sala capitular, coberta por uma abóbada em cruzaria estrelada de oito pontas, o refeitório, coberto de azulejos de Talavera de la Reina. O edíficio é atualmente (2010) o Parador Nacional de Turismo.[11][19]
- Convento das Carmelitas Descalças — Fundado no século XVII por Santa Teresa de Ávila na casa-palácio de Maria de la Cerda, tem um pórtico barroco classicista com o brasão da fundadora e o das Carmelitas Descalças sobre o lintel. Encontra-se em reabilitação (out-2009) para albergar a pinacoteca da Caja de Extremadura. As religiosas abandonaram o edifício em 1993, para ocuparem um novo convento situado nos arredores da cidade, na Serra de Santa Bárbara. O novo convento foi desenhado pelo arquiteto José María Pérez González. Na sua igreja podem apreciar-se os diferentes retábulos barrocos provenientes do antigo convento.[20][21]
- Convento de Santa Clara — Foi um convento de clausura construído em finais do século XV, que acolhia freiras clarissas. Foi encerrado em 1836, na sequência da Desamortização de Mendizábal. Recentemente foi restaurado, sendo inaugurado em 2003 como Complexo Cultural de Las Claras. Da construção antiga permanecem os artesoados das galerias do pátio do claustro, com detalhes nas mísulas sobre vigas de madeira, que se aproveitaram para desenvolver, entre outros, elementos pictóricos em forma de caras humanas. A ala norte é a mais rica. Atualmente (out-2009), o piso térreo é usada para diversos fins — salão de cerimónias, salas de conferências, reuniões, etc., e no piso superior está instalada uma biblioteca e sala de investigação do Centro de Estudos Hebraicos e do Arquivo Histórico Municipal.[22]
- Paço episcopal — É uma construção de estilo renascentista do século XVIII, realizada sobre obra primitiva do século XV. Tem um grande pórtico renascentista onde se pode ver o escudo do bispo Gutiérrez de Vargas Carvajal.[23][24]

|  |  |  |

## Monumentos militares
- Torre Lucía — É uma das torres defensivas principais da muralha que se encontra em melhor estado de conservação. É assim chamada ("luzia") porque no seu cimo se acendia uma fogueira à noite para servir como farol aos viajantes que se aproximavam da cidade, nomeadamente aos vendedores que chegavam à noite para venderem as suas mercadorias de manhã. Atualmente (2009), está instalado na torre o Centro de la Fortaleza y Ciudad Medieval, que tem exposta informação sobre a fortaleza desaparecida e a sua história.[25] Na zona encontra-se também o monumento que comemora o primeiro centenário da concessão em 1901 do título de "Muy Benéfica" a Plasencia, pela ajuda prestada pela cidade aos soldados que regressaram da Guerra de Cuba.

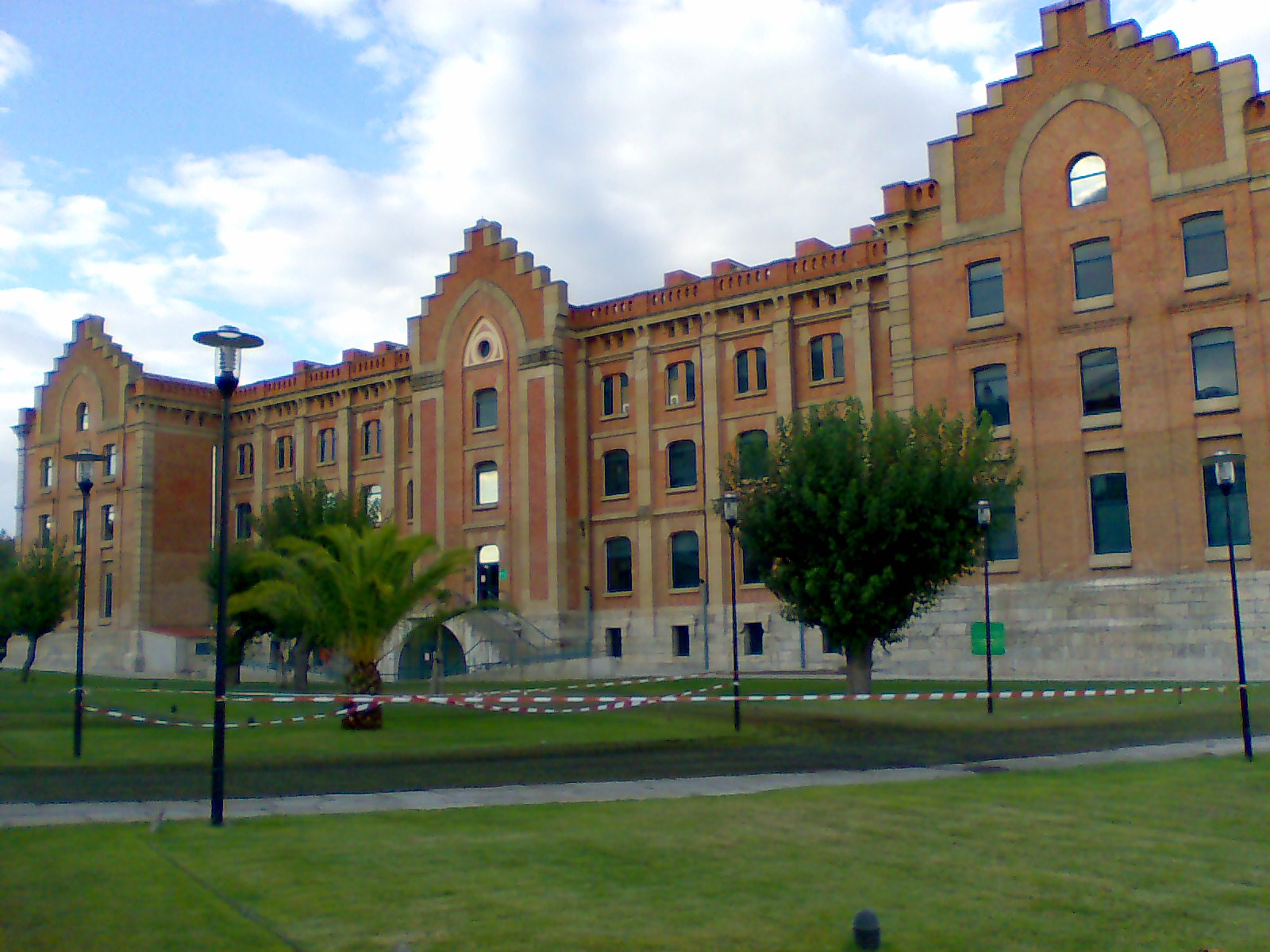
Quartel militar reconvertido no campus universitário de Plasencia

- Quartel — É um edifício tijolo vermelho de estilo modernista construído entre 1899 e 1904, como sede do orfanato feminino Colegio de la Merced, posteriormente convertido em quartel do "Regimento de Infantaria, Ordens Militares nº 37". Deixou de ser quartel na década de 1990 e reconvertido para passar a ser o campus universitário de Plasencia. O recinto tem 25 116 m², sendo o edifício de planta quadrada, rematada por quatro torres, uma em cada esquina, e quatro fachadas de acesso em cada uma delas.[26]
- Muralhas de Plasencia — Construídas no final do século XII, logo após a fundação da cidade como fortaleza militar. A maior parte da construção é em alvenaria, com silhares e pedras de forma irregular unidas com argamassa de terra e cal, usando pedras mais pequenas para preencher os interstícios. Consta de um sistema defensivo duplo, com um pano muito grosso e uma barbacã, separados entre si por um fosso, reforçado com uma série de torreões de planta semicircular conhecidos em espanhol como cubos. Originalmente existiam 70 destes torreões e quatro torres defensivas, junto à alcáçova, sete portas principais e dois postigos (portas mais pequenas). Atualmente (2010) restam 21 torreões, duas torres, cinco portas e os dois postigos.[27]

### Portas da muralha
A zona antiga da cidade era completamente muralhada e organizava-se em volta da Plaza Mayor, de onde partem sete ruas principais, cada uma para a sua porta. Das sete portas originais restam quatro: do Sol, de Trujillo, de Cória e Berrozanas. As restantes três foram demolidas: Santo Antão, Salvador e Talavera.
Uma das portas da cidade de Córdova chama-se Porta de Plasencia por ter sido por ela que aquando da reconquista da cidade por ela entraram os primeiros cavaleiros, os quais eram procedentes de Plasencia.
|  |  |  |  |

## Monumentos civis

### Palácios e casas senhoriais
Durante a Baixa Idade Média (séculos XI a XV) e Renascimento (séculos XV a XVII), viveram em Plasencia as famílias nobres mais importantes da Estremadura, que deixaram como legado do passado numerosos palácios e casas senhoriais. As edificações civis mais significativas são:
- Palácio do marquês de Mirabel — Construído no século XV como residência dos condes (posteriormente duques) de Plasencia Álvaro de Zúñiga y Guzmán e a sua esposa, Leonor de Pimentel. Um século mais tarde foi transformado em residência senhorial. É um edifício de estilo renascentista, com partes góticas na parte mais antiga. No seu interior destaca-se um pátio neoclássico de inspiração italiana, com dois arcos de meio ponto, um conjunto de escadarias com a heráldica dos Zúñiga, Dávila, Manuel, Ayala, Guzmán y Sotomayor, e um jardim suspenso decorado com colunas e esculturas romanas provenientes de Caparra e Mérida. O palácio está unido à igreja e convento de Santo Domingo, fundado pelos primeiros residentes do palácio. Atualmente alberga um museu de cinegético com peças de diversas espécies autóctones e de outras zonas.[31]
- Palácio dos Monroy — Conhecido popularmente como casa das duas torres, é a mansão senhorial mais antiga da cidade. Foi construída pelo abade de Santander, Pérez del Monroy nos finais do século XIII, início do século XIV. Ao longo do tempo sofreu várias intervenções, mas ainda conserva o pórtico gótico original, guarnecido com o escudo dos Carvajales. Uma das duas torres que dá o nome ao palácio foi demolida no princípio do século XX devido ao mau estado em que se encontrava devido ao terramoto de Lisboa de 1755. O bom estado em que se encontra atualmente (2009) deve-se às obras de restauro que se realizaram na primeira metade do século XX, em estilo neo-histórico e modernista. Está classificado como Património Histórico Espanhol. Nele viveram ou estiveram hospedados figuras como María Rodríguez de Monroy (conhecida como Doña María la Brava), o rei Fernando, o Católico, São Pedro de Alcântara e o que viria ser cardeal Bernardino López de Carvajal y Sande.[32]
- Casa das Infantas — Casa solarenga de finais do século XVI. O pórtico apresenta grande afetação senhorial, com um mascarão decorativo esculpido no arcos de meio ponto da abóbada central e um rodapé com almofadilhas que tem continuidade no conjunto das aduelas do pórtico, que compõe um mascarão de gosto maneirista, composto com ramos e folhas de parra nos extremos e duas pequenas lagartixas na frente. O edifício foi remodelado várias vezes, apresentando acrescentos de neorrenascentistas com materiais falsos. O seu nome provém de ter sido a casa de Leonor das Infantas, mulher de Pedro Fernández Manrique de Lara, senhor de Galisteo.[33]
- Casa del Deán (Casa do Deão) ou do Marquês de Santa Cruz ou dos Paniagua Loaisas — Casa-palácio do século XVII, deve o seu nome ao facto de nela terem morado alguns dos deões da catedral, que fica próxima. É de sillería, com pórtico com dintéis com colunas toscanas. Destaca-se ainda uma grande varanda de esquina em estilo neoclássico e ordem coríntia, coroada pelo escudo de quem a mandou construir, Antonio Paniagua de Loaisa, o qual é composto por rosas e flor-de-lis, que constituem os elementos representativos dos seus apelidos, e uma forja artesanal. Atualmente o edifício serve de sede dos tribunais da cidade.[34]
- Casa das Argolas ou de Joana, a Beltraneja — É um esbelto torreão que na parte superior das esquinas tem dois grandes escudos nobiliárquicos sustentados por dois leões de grande valor escultórico. O nome da casa provém do facto de ostentar na fachada umas argolas que simbolizavam que os seus proprietário tinha direito de asilo outorgado pelo rei Afonso X, o Sábio, a quem serviu. A casa teve jurisdição própria, que incluía, além do direito de asilo, o de portagens e outras disposições jurídicas civis e criminais. A edifício também se chama "da Beltraneja" porque foi dela que saiu o cortejo de Joana de Trastâmara (a Beltraneja) quando esta se casou com o rei Afonso V de Portugal em 1475.[35]

|  |  |  |  |

## Arquitetura contemporânea
- Casa Sacerdotal Diocesana — Projetada como um espaço que promove a o conflito e a controvérsia entre os que a frequentam, trata-se de uma Arquitetura Parlamento equipada para que cada um dos seus utilizadores tornem visíveis as suas hierarquias e preferências. Está localizada num recinto murado, entre a catedral e o convento de Santo Domingo (Parador Nacional). É o resultado da remodelação de um edifício do século XV onde funcionava um Seminário Menor. Tem um jardim e um poço e ocupa todo um quarteirão. É usado por sacerdotes vinculados a diversas paróquias da diocese de Plasencia. A obra arquitetónica, da autoria dos arquitetos Andrés Jaque, Miguel de Guzmán e Enrique Krahe, recebeu o prémio Dionisio Hernández Gil, foi finalista da VIII Bienal de Arquitetura Espanhola e dos prémios Antonio Camuñas e Saloni; foi também exposto em vários museus prestigiados de arquitetura de várias partes do mundo.[36]

## Outros lugares de interesse
- Aqueduto — popularmente conhecido como arcos de San Antón (Santo Antão), foi construído no século XVI por Juan de Flandres para levar à cidadela e alcáçova água captada nas serras de Cabezabellosa e El Torno. Atualmente conservam-se 55 arcos, sete junto à residência da Segurança Social e os restantes em San Antón. Medem aproximadamente 300 metros, os seus pilares são largos e sólidos, os arcos são de meio ponto com aduelas regulares e têm uma altura máxima de 18 m na parte sul. O monumento encontra-se em processo de reabilitação (2010), dada a situação deficiente em que se encontram alguns dos arcos.[37]
- Plaza Mayor — É uma praça medieval com arcadas a toda a sua volta, localizada no centro da zona antiga e histórica da cidade. A presidir à praça encontra-se o edifício do Casa Consistorial. Desde a Idade Média que todas as terças-feiras se ali se realiza um mercado, no qual se vendem todos os produtos típicos dos arredores, como sejam artesanato, gado e produtos agrícolas. Da praça saem para as portas principais da muralha sete ruas radiais. Algumas destas ruas e portas têm o nome da cidade para a qual se orientam — Trujillo, Cória e Talavera; outras têm o nome de agentes físicos — Sol, Peñas (penhas), e Arenillas (areias miúdas ou salitre); outras têm o nome das atividades agremiadas que se exerciam nelas — Zapatería (sapataria), Lecheras (leiteiras), Caldereros (caldeireiros), Quesos (queijos), dos podadores. Há ainda ruas cujos nomes denunciam as minorias que neles morava — a rua de Xelitón, atualmente Vidrieras (vidrarias), na aljama judía (judiaria), e a rua das Morenas.[38]
- Casa Consistorial — Este edifício, sede do Ayuntamiento (paços do concelho) localiza-se na Plaza Mayor e foi construído no século XVI em estilo de transição do Gótico para o Renascimento. Apresenta na fachada uma arcada renascentista dupla, com um escudo de Carlos V (I de Espanha) num dos lados. O edifício atual é uma reconstrução neo-historicista de 1966 da autoria do arquiteto José Manuel González Valcárcel, baseada no edifício renascentista que Juan de Álava projetou em 1523. Na torre principal encontra-se um boneco articulado autómato, conhecido por todos os placentinos como o Avô Mayorga, que atua quando o relógio da torre toca, a cada meia-hora. O O relógio original data de 1546, conforme comprova a data gravada no sino. O boneco original era de 1743, o atual é de 1977, foi desenhado pelo pintor placentino Manuel Calderón e fabricado pela Organería Española.[3]
- Judiaria — A presença de judeus em Plasencia é referida no foral de 1189 outorgado pelo rei Afonso VIII de Castela. Nos século XIII e XIV os judeus residiam na zona de La Mota e em algumas das ruas que saem da Plaza Mayor — Don Marcos (hoje Santa Isabel), Zapatería e Trujillo — que constituíam a judiaria de Plasencia, uma comunidade de aproximadamente 200 famílias. Nessa zona os judeus edificaram uma grande sinagoga que seria demolida posteriormente para construir o palácio dos marqueses de Mirabel, em cuja construção foram usadas lápides procedentes do cemitério judeu do El Berrocal. A comunidade judia (chamada aljama em Espanha) tinha um tribunal próprio exclusivo para questões entre judeus. Os julgamentos que envolvessem jdeus e cristãos decorriam no átrio da igreja de San Nicolás (São Nicolau). A confiscação da sinagoga e judiaria de La Mota em 1477 pelos condes de Plasencia e a lei das cortes de 1480 que decretou a separação dos judeus levaram à construção de outra sinagoga, no que é atualmente a Praça de Ansano. Esta estaria em funcionamento até à expulsão dos judeus de Espanha, em 1492. A comunidade celebrava as suas reuniões numa das três casas da sinagoga. Quando se deu a expulsão, os Reis Católicos doaram a nova sinagoga ao cabido menor, que a transformou na igreja de Santa Isabel em 1494, a qual foi queimada em 1521, durante a revolta dos Comuneros. Na zona extramuros de El Berrocal situava-se a necrópole judia, onde ainda se conservam restos de túmulos antropomórficos escavados na rocha.[39]
- Gruta de Boquique — Situa-se numa zona de barrocos (formações graníticas) na Serra de Traslasierra, na umbria da dehesa[nt 4] de Valcorchero, no sítio conhecido como Era de la Guijosa. Mais que uma gruta, trata-se de um abrigo rochoso de granito, composto de uma divisão relativamente ampla junto à entrada principal e de um corredor comprido que conduz à outra entrada. Foi lugar de refúgio de opositores às tropas de ocupação francesas durante a Guerra Peninsular (1807-1814) e de ladrões e bandoleiros noutras épocas. Nas imediações foram encontrados numerosos vestígios Pré-história que foram sistematicamente escavados. Nas escavações encontrou-se cerâmica que alguns datam do Neolítico e outros da Idade do Bronze, com uma decoração característica que foi batizada de cerâmica de Boquique. Os achados encontram-se repartidos entre o Museu de Cáceres, o Museu Arqueológico Nacional de Espanha e o Museu de Arqueologia da Catalunha.[40]

- Praças e ruas históricas — Praça de Santa Ana, Praça de San Nicolás, Praça da Cruz Dourada e Rua do Bom Sucesso.

|  |  |  |  |